# Zdenko Čambal
Zdenko Čambal (18. května 1962, Skalica) je primátor města Holíč. Zvolen byl za koalici SMER-SD, ĽS-HZDS a SNS v komunálních volbách v roce 2006.
Je ženatý, má jedno dítě. Žije v Holíči, kde zároveň vykonává funkci primátora města. V roce 1981 odmaturoval na SPŠ strojní v Bratislavě. V letech 2002 až 2006 úspěšně ukončil bakalářské studium na Přírodovědecké fakultě UMB v Banské Bystrici.